# Horace Gould
Horace Harry Twigg, beter bekend als Horace Gould (Bristol, 20 september 1918 – aldaar, 4 november 1968), was een Britse Formule 1-coureur.
Gould reed tussen 1954 en 1958 en in 1960 zeventien Grands Prix voor de teams van Cooper en Maserati.